# Windows Server
Windows Server (abans Windows NT Server) és una línia de productes per a servidors, desenvolupada per Microsoft Corporation des de 1993. El primer sistema operatiu que es va llançar per a aquesta plataforma és Windows NT 3.1 Advanced Server. Amb el llançament de Windows Server 2003, el nom de la marca es va canviar a Windows Server. L'última versió de Windows Server és Windows Server 2022, que es va publicar el 2021.

## Principals llançaments
El nom comercial de Microsoft Windows s'ha utilitzat en les versions per a servidors, com les següents:
- Windows 2000 Server
- Windows Server 2003[2]
- Windows Server 2003 R2[3]
- Windows Server 2008)[4]
- Windows Server 2008 R2[5]
- Windows Server 2012[6]
- Windows Server 2012 R2)[7]
- Windows Server 2016)[8]
- Windows Server 2019[9]
- Windows Server 2022 (Agost 2021)[10]

A part d'aquestes versions que són les completes i amb suport per més temps, hi ha hagut d'altres versions que han sigut més efímeres que són versions retallades a les quals els falta alguna funcionalitat, però que inclouen d'altres productes que normalment són a part.
- Windows Small Business Server, sistema operatiu basat en Windows Server amb integració de programari Microsoft Servers, per a petites empreses.
- Windows Essential Business Server, producte similar a Small Business Server, però per a empreses de grandària mitjana.
- Windows Home Server, sistema operatiu servidor per a llars dissenyat per a compartició d'arxius, transmissió multimèdia, còpies de seguretat automatitzades i accés remot.[11][12]

Durant setze anys, Microsoft va llançar una versió principal de Windows Server cada quatre anys, amb una versió menor llançada dos anys després d'una versió important. Les versions menors tenien un sufix "R2" en els seus noms. L'octubre de 2018, Microsoft va trencar aquesta tradició amb el llançament de Windows Server 2019, que hauria d'haver estat "Windows Server 2016 R2". Windows Server 2022 també és una actualització menor respecte al seu predecessor.

### Llançaments de marca
Algunes edicions de Windows Server tenen un nom personalitzat:
- Windows Storage Server (edicions de Windows Server 2003 a 2016; edicions de Windows Server IoT 2019 i els seus successors)[15][16][17]
- Windows HPC Server 2008
- Windows HPC Server 2008 R2
- Windows Home Server (una edició de Windows Server 2003)
- Windows Home Server 2011 (an edition of Windows Server 2008 R2)
- Hyper-V Server (descatalogat)[18]edició freeware deWindows Server 2008 through 2019)[19]
- Windows MultiPoint Server
- Windows Server Essentials[20][21]
- Windows Essential Business Server (descatalogat)[22]
- Azure Stack HCI (una edició de Windows Server 2019 i posteriors)[23]